# Shang Yang
Shang Yang (en chino tradicional, 商鞅; en chino simplificado, 商鞅; pinyin, Shāng Yāng; Wade-Giles, Shang Yang,  390–338 a. C.) fue un importante estadista del Estado Qin durante el Período de los Reinos Combatientes de la historia china. Nacido Wei Yang (en chino tradicional, 衛鞅; en chino simplificado, 卫鞅) en el Estado Wei, con el apoyo del duque Xiao de Qin Yang llevó a cabo numerosas reformas en Qin. Las mismas se encontraban en concordancia con su filosofía legista tal como se la presenta en la obra El Libro del Lord Shang y ayudaron a Qin en su transformación desde un estado periférico hasta convertirse en un reino muy centralizado y poderoso en lo militar. Shang modificó la administración del estado mediante el énfasis en la meritocracia y el desarrollo del poder de la nobleza.
Shang Yang estudió Legalismo, Estrategias Militares y Pensamientos Diversos en sus primeros años. Más tarde, sirvió como su asesor al primer ministro del Estado de Wei, Shu Cuo. Después de que Qin Xiaogong emitiera una orden buscando talentos en el Estado de Qin, entró en Qin desde Wei y transformó el estado de Qin en un estado rico y poderoso mediante reformas. En el país es reconocido en la historia como la reforma de Shang Yang. Políticamente, Shang Yang reformó el registro familiar, las leyes, los títulos militares, el sistema de tierras, las divisiones administrativas, los impuestos, los pesos y medidas y las costumbres populares de Qin; económicamente, Shang Yang abogó por centrarse en la agricultura, suprimir los negocios y recompensar la agricultura y el tejido; militarmente, Shang Yang dirigió el ejército para recuperarse como comandante en jefe, pero parte de la tierra se perdió en el área de Hexi ( el área al oeste de la sección sur del río entre las actuales provincias de Shanxi y Shaanxi ). Sin embargo, Shang Yang promulgó duras leyes penales para atacar a la vieja aristocracia durante el proceso de reforma, lo que causó un gran resentimiento. Las fuerzas de la vieja aristocracia tomaron represalias sobre Shang Yang. Finalmente fue derrotado y murió en la batalla, y su cuerpo fue descuartizado. sobre cinco caballos.
Shang Yang y sus reformas tuvieron un profundo impacto en la escuela legalista. Los descendientes de la escuela legalista compilaron las palabras, hechos, pensamientos y escritos posteriores de Shang Yang en " Shang Jun Shu " . Cuando Sima Qian escribió " Registros históricos ", eran las "Biografías de Shang Jun" independientes de Shang Yang. Además, cuando los eruditos modernos Ma Feibai escribieron " Historia completa de Qin " y Wang Zangchang escribió " Historia de Qin ", ambos combinaron a Shang Yang y su discípulo Shijiao en la "Biografía de Gongsun Yang". 

## Biografía
Shang Yang era hijo de una concubina de la familia gobernante del estado menor Wey (衞). Su apellido (氏, nombre de linaje) era Gongsun y su nombre personal Yang. Como miembro de la familia Wei, también era conocido como Wei Yang.
A una edad temprana, Yang estudió derecho y obtuvo un puesto bajo el primer ministro Shuzuo de Wei (魏, que no es el mismo que su estado de nacimiento). Con el apoyo del duque Xiao de Qin, Yang abandonó su humilde posición en Wei para convertirse en el principal consejero de Qin. Sus numerosas reformas transformaron el periférico estado de Qin en un reino militarmente poderoso y fuertemente centralizado. Los cambios en el sistema legal del estado (que se dice que se basaron en el Li Kui) impulsaron a los Qin a la prosperidad. Mejorando la administración mediante un énfasis en la meritocracia, sus políticas debilitaron el poder de los señores feudales.
En el 341 a. C., Qin atacó el estado de Wei. Yang dirigió personalmente el ejército de Qin para derrotar a Wei, y finalmente Wei cedió las tierras al oeste del río Amarillo a Qin. Por su papel en la guerra, Yang recibió 15 ciudades de Shang como su feudo personal y llegó a ser conocido como el señor de Shang (Shang Jun) o Shang Yang. Según los Registros del Gran Historiador, con sus conexiones personales mientras servía en la corte de Wei, Shang Yang invitó a Gongzi Ang, el general de Wei, a negociar un tratado de paz. Tan pronto como Ang llegó, fue hecho prisionero, y el ejército Qin atacó, derrotando con éxito a sus oponentes.
Mark Edward Lewis identificó en una ocasión su reorganización del ejército como responsable del plan de ordenación de caminos y campos en todo el norte de China. Esto podría ser exagerado, pero Yang fue tanto un reformador militar como jurídico. Yang supervisó la construcción de Xianyang.
La escuela de pensamiento Shang Yang fue favorecida por el emperador Wu de Han, y John Keay menciona que la figura de Tang Du You se sintió atraída por Shang Yang.

## Reformas
La mayoría de las reformas de Yang fueron tomadas de políticas implementadas en otros sitios, tales como las llevadas a cabo por Wu Qi en el Estado Chu; sin embargo, las reformas de Yang fueron más metódicas y extremas que aquellas llevadas a cabo en otros estados. Bajo la guía de Yang, rápidamente Qin alcanzó y pasó las reformas llevadas a cabo en otros estados.
Luego que el duque Xiao de Qin, ocupara el trono Qin, Yang dejó su cargo menor en el Estado Wei (en el seno de cuya familia gobernante había nacido, donde aún no había ocupado una posición elevada) para convertirse en asesor principal en Qin a pedido del duque Xiao. Los cambios que impuso allí en el sistema legal del estado (los cuales se dijo se establecieron sobre el  Canon de Leyes de Li Kui impulsaron a Qin a un período de prosperidad. Sus políticas sentaron las bases que permitieron a Qin conquistar toda China, unificando el país por primera vez y propugnando el establecimiento de la dinastía Qin.

### Reformas judiciales y administrativas
Shang Yang extiende la solidaridad del clan (impuestos pagados en común, ayuda mutua entre familias en caso de problemas, etc.) al ámbito penal, imponiendo la denuncia y la responsabilidad colectiva ante los tribunales. Si se comete una falta, se castiga a todos los jefes de familia del clan. El jefe hace reinar el orden en su clan. Este sistema de "policía interna" o "justicia interna" le permite al estado ahorrar dinero.
Además, se pone en marcha una nueva división territorial del país de Qin, que pone fin a los feudos y crea de 30 a 40 xian, distritos cada uno con un funcionario al frente. Las unidades de pesos y medidas están estandarizadas.

### Reforma fiscal
Shang Yang impone el registro de la residencia de cada habitante. Dos hombres adultos (ya sea un padre y un hijo o dos hermanos ) ya no pueden vivir bajo el mismo techo excepto al precio de una duplicación del impuesto familiar. Estas medidas que hicieron añicos el sistema de familias numerosas pueden analizarse como la expresión de una política de debilitamiento del linaje patrilineal, cuya fuerza obstaculizaba la influencia directa del Estado sobre los individuos y su capacidad militar y de movilización económica.

### La tierra como riqueza estatal
A partir de las reformas de Shang Yang, se puede comprar o vender terrenos. El acceso a la propiedad es posible si la tierra libre se cultiva durante cinco años. Cuando la cosecha es suficiente, el campesino está exento de trabajos penosos. En cambio, cualquier persona "ocioso" (es decir, que vive de sus rentas) está condenado a la esclavitud.
Shang Yang quiere aumentar los ingresos del estado estimulando el progreso técnico que evoluciona, junto con el conocimiento científico, a medida que se realizan los descubrimientos. Hay grandes avances en la agricultura, donde los implementos de hueso y madera son reemplazados por arados de hierro. El Estado refuerza la producción de hierro y carbón para producir más acero y generalizar su uso.
El desarrollo de los canales permite la prevención de inundaciones, la expansión de la navegación interior y el desarrollo del riego.

## Políticas nacionales
Yang introdujo una reforma agraria, privatizó la tierra, recompensó a los agricultores que superaban las cuotas de cosecha, esclavizó a los agricultores que no cumplían las cuotas y utilizó a los súbditos esclavizados como recompensas (estatales) para los que cumplían las políticas del gobierno.
Como la mano de obra era escasa en Qin en relación con los demás estados de la época, Yang promulgó políticas para aumentar su mano de obra. Mientras los campesinos de Qin eran reclutados en el ejército, fomentó la migración activa de campesinos de otros estados a Qin como mano de obra de reemplazo; esta política aumentó simultáneamente la mano de obra de Qin y debilitó la de los rivales de Qin. Yang promulgó leyes que obligaban a los ciudadanos a casarse a una edad temprana y aprobó leyes fiscales para fomentar la crianza de varios hijos. También promulgó políticas para liberar a los convictos que trabajaban en la apertura de tierras baldías para la agricultura.  También se dice que obligó a todas las personas a realizar "ocupaciones productivas", como la agricultura o la milicia.
Yang abolió parcialmente la primogenitura (en función del rendimiento del hijo) y creó un doble impuesto para los hogares que tenían más de un hijo viviendo en la casa, para dividir los grandes clanes en familias nucleares.
Yang trasladó la capital de la ciudad de Yueyang a Xianyang, para reducir la influencia de los nobles en la administración. Xianyang siguió siendo la capital de Qin hasta su caída en el 207 a. C.

## Deshonra y muerte
Durante su carrera, Shang Yang se ganó muchos enemigos, especialmente entre la familia gobernante y sus familias aliadas. Alrededor del 338 a. J.-C. , concedió una entrevista a un tal Zhao Liang (趙良). Impresionado, Shang Yang lo invita a trabajar para él, pero Zhao Liang se niega luego, durante una larga discusión, expone las fallas en sus reformas que han acumulado resentimiento y le aconseja retirarse. Shang Yang no sigue este consejo. Cinco meses después, el duque Xiao muere, dejándolo sin protector.
Según la historiografía tradicional, fue entonces víctima del sistema que él mismo había puesto en marcha: acusado de conspirar contra el soberano y condenado según la ley que él mismo promulgó, huyó. Durante su fuga, intenta esconderse en una posada, pero debido a que no tiene los documentos de identidad requeridos por otra de sus leyes, el posadero asustado le niega el alojamiento.
Intenta buscar refugio en Wei, pero los gobernantes, resentidos e indignados por la forma en que derrotó a Gongzi Ang no mucho antes, y sin preocuparse por disgustar a Qin, lo escoltan de regreso allí. Yang era profundamente despreciado por la nobleza de Qin y se volvió vulnerable tras la muerte del duque Xiao. El siguiente gobernante, el rey Huiwen, ordenó los nueve exterminios familiares contra Yang y su familia, por fomentar la rebelión. Yang había humillado previamente al nuevo duque "haciendo que se le castigara por una ofensa como si fuera un ciudadano corriente" Según Zhan Guo Ce, Yang se escondió; en una ocasión se le negó una habitación en una posada porque una de sus propias leyes impedía la admisión de un huésped sin la debida identificación.
Yang fue ejecutado por jūliè (車裂, desmembramiento al ser atado a cinco carros y despedazado);  toda su familia también fue ejecutada. A pesar de su muerte, el rey Huiwen mantuvo las reformas promulgadas por Yang.
Han Feizi le da crédito por crear dos teorías;
1. Ding Fa (定法; ajustar los estándares)
2. Yi Min (一民; tratar a las personas en forma consistente)

## Pensamiento
El pensamiento de Shang Yang se puede dividir en dos aspectos. Los primeros hicieron de Shang Yang una facción de legalistas, y los segundos hicieron del pensamiento de Shang Yang con sus propias características.

### Ideas comunes
Los legalistas creen que los objetivos políticos deben fijarse, mientras que los medios políticos deben ser flexibles. Para lograr los objetivos políticos, todas las políticas y organizaciones deben movilizarse, y los medios correspondientes deben adoptarse con flexibilidad para lograr este objetivo Después de que los legalistas tomaron el poder, las reformas a través de las reformas se basaron en esta teoría. Shang Yang mencionó en la batalla por la reforma que "el sabio Gou puede fortalecer el país, pero no sigue la ley; Gou puede beneficiar a la gente, pero no sigue la etiqueta", que se ha convertido en el principio rector de la política de Qin, haciendo que Qin se encuentre adelantado de los seis países de Shandong. En segundo lugar, los legalistas defienden que "todas las personas son iguales ante la ley". La aplicación de la ley de Shang Yang no rehuyó a los poderosos, y el castigo del médico demostró que implementó resueltamente esta propuesta de los legalistas. Finalmente, hay otra característica común de los legalistas: "ley clara". Shang Yang llevó a cabo la reforma política con esta actitud y espíritu, e hizo que la gente conociera la ley. Por ejemplo, cuando Cai Ze presionó a Fan Ju, dijo: "El señor de Shang es el decreto de Qin Xiaogong". Han Fei también dijo que Shang Yang "quemó poesía y libros para aclarar la ley". Se puede ver que Shang Yang no solo aclaró la ley en su discurso, sino también en sus acciones.

### Pensamiento Independiente
El pensamiento independiente de Shang Yang se manifiesta principalmente en tres aspectos. En primer lugar, Shang Yang abogó por la política económica de toda la agricultura, por lo que promulgó la Ley de Recuperación y formuló 20 métodos para recuperar las tierras baldías. Por un lado, estimula directa o indirectamente el desarrollo de la agricultura, y por otro lado, suprime la industria y el comercio. En segundo lugar, Shang Yang abogó por castigos severos y generosas recompensas. Shang Yang creía que la naturaleza de los seres humanos es la búsqueda de ganancias y el miedo al crimen. Mientras el castigo sea fuerte y la recompensa generosa, la gente puede ser bien gobernada y el país puede estabilizarse. Por esta razón, Shang Yang, por un lado, formuló una dura ley penal para gobernar a la gente y, por otro lado, recompensó a Lixin. Han Fei comentó sobre el método de sentarse Shi Wulian de Shang Yang en " Han Feizi : Violación, robo y asesinato de funcionarios n. ° 14": "Aquellos que cometen delitos serán castigados severamente, y aquellos que los digan serán recompensados y confiables" es una prueba clara. En tercer lugar, Shang Yang abogó por la guerra pesada y las artes marciales, y tenía una ideología militarista . Shang Yang estaba bien versado tanto en el legalismo como en el pensamiento militar, y tenía personalidades tanto políticas como militares, lo que hizo que no solo se centrara en la ley, sino también en el ejército. Shang Yang enfatizó repetidamente que el propósito de la reforma política es lograr el éxito militar. Por esta razón, Shang Yang alentó a los países extranjeros a librar guerras y honrar los logros militares, y emitió un decreto para recompensar los logros militares durante la reforma. Finalmente, Shang Yang abogó por que el estado unifique las mentes de las personas, formule un sistema unificado y logre un objetivo unificado. Shang Yang gobernó Qin e hizo que la gente se concentrara en la agricultura y la guerra. Las personas de todos los ámbitos de la vida en el país deben participar en actividades relacionadas con la agricultura y el ejército, privando a la gente del pensamiento y la acción independientes. La política nacional de agricultura pesada y pesada se formula la guerra. Con este fin, Shang Yang también formuló un sistema unificado de impuestos y pesos y medidas para Qin.

### Impacto
Después de la muerte de Shang Yang, el pensamiento de Shang Yang formó gradualmente una escuela, que Zheng Liangshu llamó la escuela de Shang Yang. La Escuela Shang Yang pasó por cinco etapas de establecimiento, desarrollo, refinamiento, finalización y resistencia, y de acuerdo con la historia de Qin, gradualmente se convirtió en la corriente principal de pensamiento que dominó el estado de Qin e incluso la dinastía Qin.